# Jaarsveld
Jaarsveld est un village situé dans la commune néerlandaise de Lopik, dans la province d'Utrecht. Le 1er janvier 2001, le village comptait 248 habitants.

## Histoire
Jaarsveld fut une commune indépendante jusqu'au 1er janvier 1943, date de son rattachement à la commune de Lopik. De 1812 à 1818, la commune de Willige Langerak lui avait été rattachée de manière temporaire.